# Geschichte der Ökologie
Die Geschichte der Ökologie als wissenschaftlicher Disziplin innerhalb der Biologie setzt im frühen 19. Jahrhunderts ein, als durch Forscher unterschiedlicher Ausrichtung, wie den Naturreisenden Alexander von Humboldt, den Chemiker Justus von Liebig oder den Biologen Charles Darwin zahlreiche neue Erkenntnisse und Zusammenhänge in der Natur erarbeitet wurden. Die Ökologie als Wissenschaft entwickelte sich daraufhin zunehmend weiter, blieb allerdings bis in die 1960er Jahre eine nur speziellen Akademikerkreisen vertraute Disziplin. Dies änderte sich in den 1970er Jahren, als die Beschäftigung mit der durch die Menschen überlasteten Natur und Umwelt zu einer zentralen Menschheitsaufgabe erklärt wurde.

## Frühe Verwendungen des TerminusÖkologie

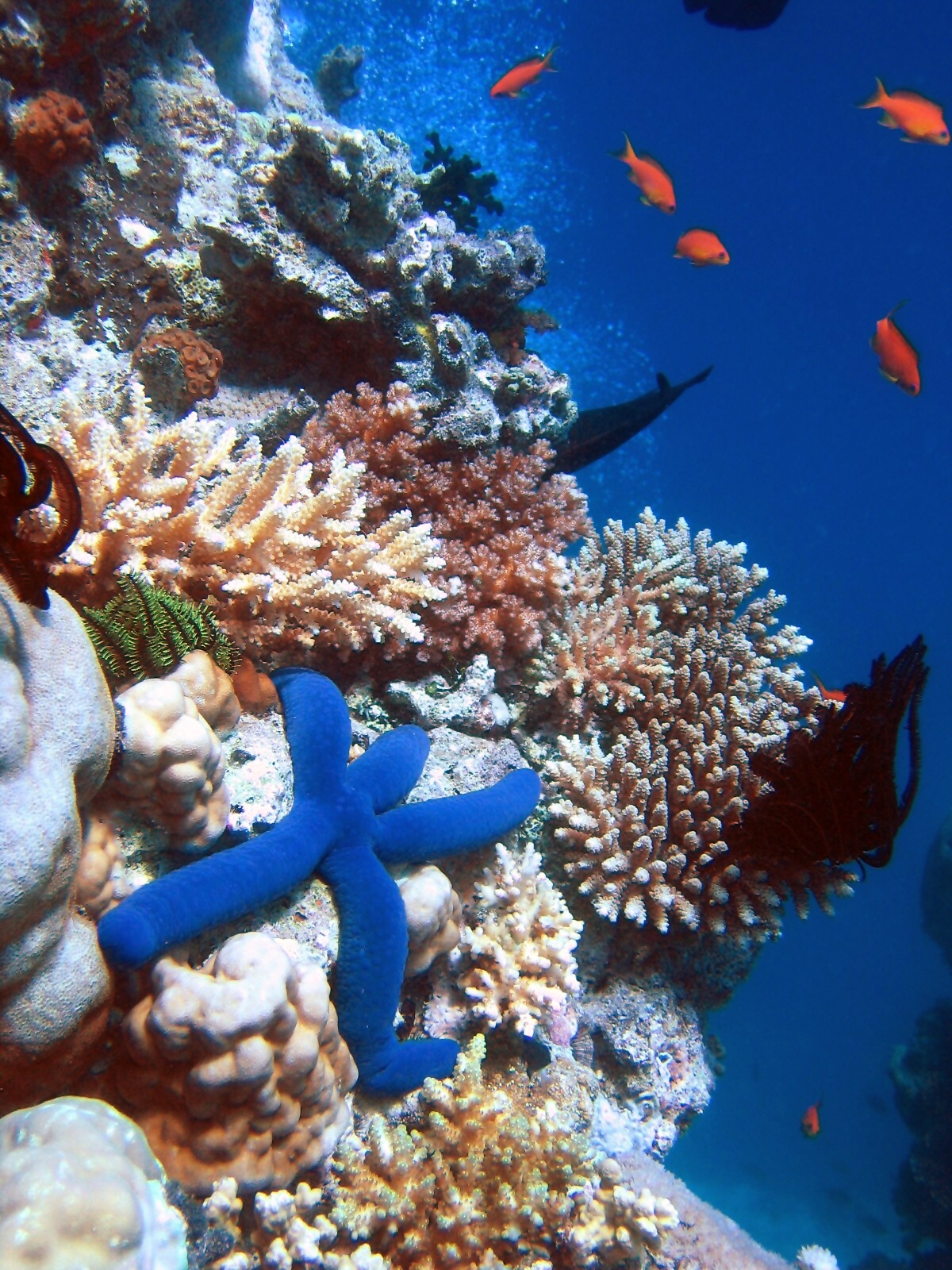
Einblick in das Ökosystem Great Barrier Reef, Australien

Lange Zeit ging man davon aus, dass der deutsche Biologe Ernst Haeckel das Wort „Ökologie“ 1866 geprägt und als erster verwendet und in die Wissenschaftssprache eingeführt hat. Wortgeschichtliche Forschungen zeigen jedoch, dass der Begriff in den Jahren von 1838 bis 1850 bereits mindestens in drei bedeutenden deutschsprachigen Enzyklopädien auftrat, wenngleich in anderer Bedeutung: Es steht in einem humanmedizinisch-kulturellen Zusammenhang und lehnt sich an die eigentliche Bedeutung des ursprünglich altgriechischen Wortes für Haus (οἶκος) an. Unter „Oecologie“ wurde „die Lehre von der Anlage von Wohnungen, natürlich ebenfalls nur in Rücksicht auf Hygiene“ verstanden.
Die Aufnahme des Fachworts Ökologie in drei Allgemein- und Fachlexika lässt weitere und zeitlich parallele oder sogar frühere Verwendungen des Wortes in anderen wissenschaftlichen Publikationen vermuten, da lexikalische Begriffe meist erst dann aufgenommen werden, wenn sie eine gewisse Gebräuchlichkeit erfahren haben. Auch wenn ein solcher Nachweis bisher nicht gelungen ist, legen die genannten Zitate den Schluss nahe, es habe sich in den dreißiger bis fünfziger Jahren des 19. Jahrhunderts bei „Oecologie“ in der hier genannten Bedeutung um einen zumindest in entsprechenden Fachkreisen eingeführten und in seiner Bedeutung einigermaßen klar umrissenen Begriff gehandelt, noch bevor die Haeckelsche Definition in den naturwissenschaftlichen Sprachgebrauch Eingang fand. Unklar ist, ob Haeckel die damalige Verwendung des Begriffs gekannt hat, als er ihn für seine Zwecke neu definierte.

## Von Einzelbeobachtungen zur ökologischen Wissenschaft

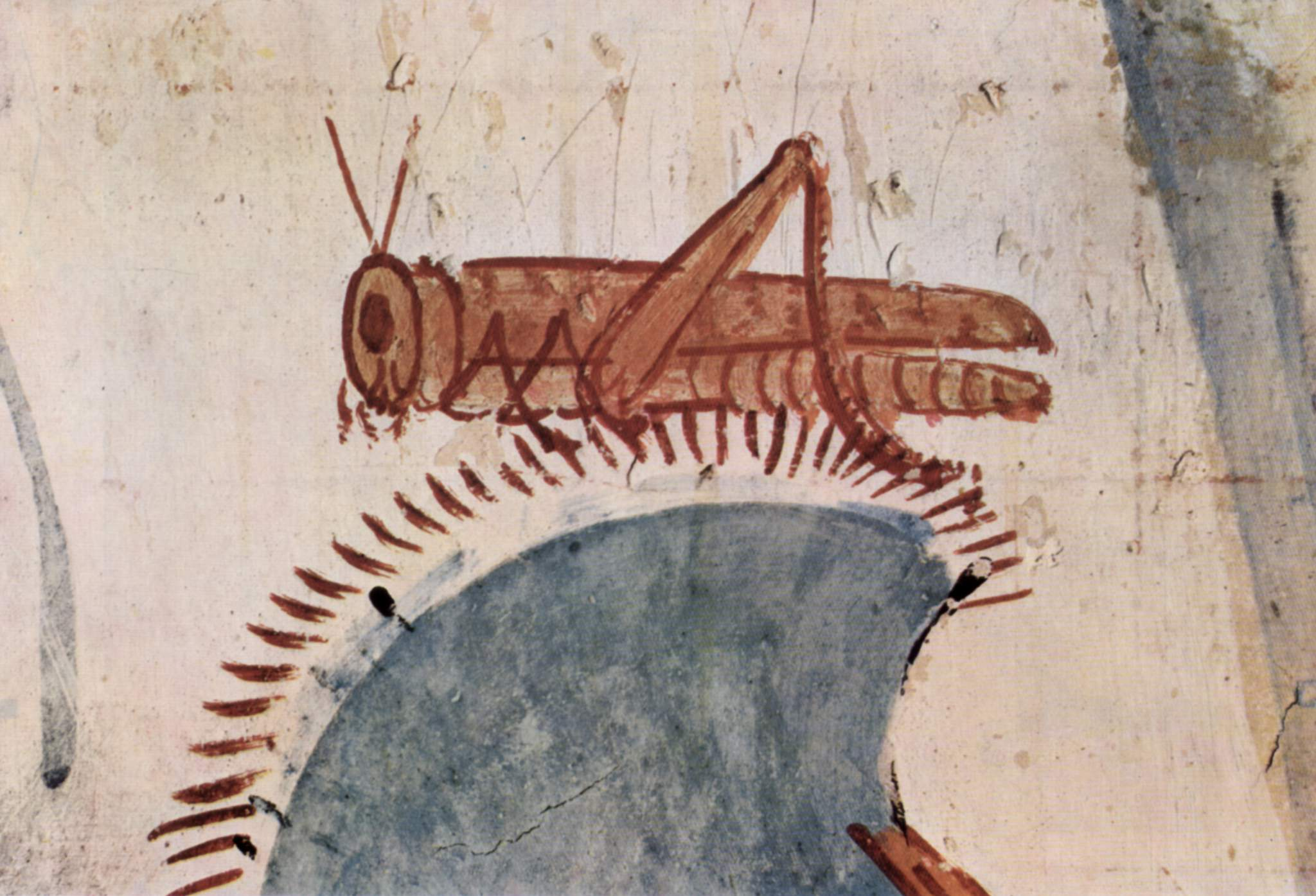
Malerei einer Wanderheuschrecke in der Grabkammer des Horemhab (Ägypten, 15. Jh. v. Chr.)

Forschungen und Ausführungen, die man aus heutiger Sicht als „ökologisch“ bezeichnen kann, gab es seit dem Altertum. So handelte es sich bei den historischen Beschreibungen von Massenvermehrungen von Wanderheuschrecken und deren Auswirkungen auf die Landwirtschaft in frühen Hochkulturen um ökologische Beobachtungen, deren Ursachen allerdings meist in überirdischen, göttlichen Phänomenen gesehen wurde.
Aristoteles (384–322 v. Chr.) und sein Schüler Theophrastos (um 371–287 v. Chr.) beobachteten und beschrieben Organismen in direktem Zusammenhang mit ihrem Lebensraum und auch mit anderen Arten. Plinius der Ältere (23/24-79) beschrieb biologisch-ökologische Naturbeobachtungen, wie jene über den Sommerschlaf der Schnecken im Mittelmeergebiet sowie über das Zusammenleben der Muschelwächter (Nepinnotheres), einer Krebsgattung, und der Steckmuschel (Pinna nobilis). Albertus Magnus (um 1200–1280) rezipierte im Mittelalter die Werke Aristoteles mit eigenen Anmerkungen zur Lebensweise der Tiere. In der Neuzeit mehrte sich die Zahl der uns bekannten Naturbeobachter merklich: Antoni van Leeuwenhoek (1632–1723), August Johann Rösel von Rosenhof (1705–1759), Jacob Christian Schäffer (1718–1790) sowie vor allem der als Taxonom bekannt gewordene Carl von Linné (1707–1778) sowie Georges-Louis Leclerc de Buffon (1727–1775) fügten in ihre Werke Angaben zur Ökologie der Pflanzen und Tiere ein. Die Allgemeine Naturgeschichte von Lorenz Oken (1779–1851) und auf mehr populärwissenschaftlicher Ebene Das Thierleben von Alfred Brehm (1829–1884) enthielten zahlreiche ökologische Beschreibungen der behandelten Organismen.

## Naturgeschichte im 19. Jahrhundert
Der Geograph und Naturforscher Alexander von Humboldt (1769–1859) analysierte die räumliche Verbreitung von Gesteinsformationen, Pflanzen und Tieren und versuchte Zusammenhänge herzustellen, vielfach auch auf statistischer Grundlage. Seine fünfjährige Exkursion (1799 bis 1804) auf den südamerikanischen Kontinent trug dazu bei, aufzuzeigen, wie Menschen und andere Organismen an die jeweiligen Umweltbedingungen angepasst sind und diese wechselseitig beeinflussen. Damit erarbeitete er auch Erkenntnisse, die den heutigen Disziplinen der Ökologie oder Biogeographie zuzuordnen sind.

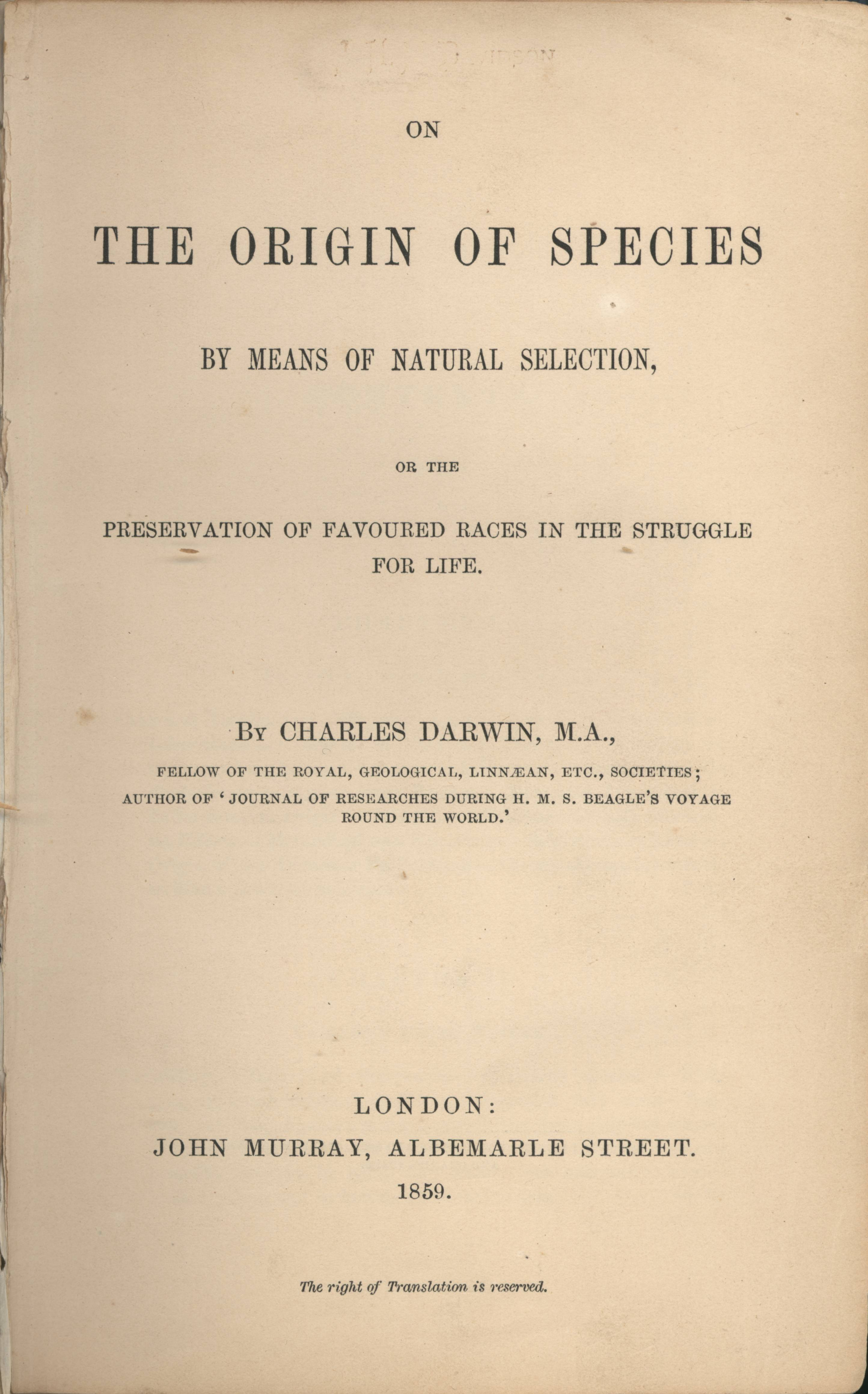
On the origin of species

Einen großen Einfluss auf ökologisches Denken und ökologische Forschung hatte Charles Darwin (1809–1882), der in seiner Reisebeschreibung The Zoology of the Voyage of H.M.S. Beagle und weiteren Schriften eine Fülle von ökologischen Beschreibungen veröffentlichte und vieles auch in seiner 1859 erschienenen Evolutionstheorie in On the origin of species einfließen ließ. Das Konzept der „natürlichen Zuchtwahl“ (natural selection), das im „Kampf ums Dasein“ (struggle for life) von ständiger Interaktion mit der Umwelt geprägt ist, wurde durch das Buch einer breiten Öffentlichkeit vorgestellt und als Darwinismus (mit etlichen Abweichungen von Darwins eigenen Aussagen) populär. Weitere seiner ökologischen Werke betrafen die Bestäubung von Pflanzen durch Insekten, fleischfressende Pflanzen und die Bodenbildung durch die Aktivität von Regenwürmern.
Das naturgeschichtliche Werk Man and Nature (1864) von George Perkins Marsh, in dem er die Folgen historischer und aktueller menschlicher Eingriffe durch Landwirtschaft und Industrie in die Natur behandelt, hatte großen Einfluss auf die ökologische Forschung und den Naturschutzgedanken in den USA.

## Ernst Haeckels Begriffsdefinition und die Folgen
Die erste Definition des Begriffes „Ökologie“ in heutigem Verständnis stammt von Ernst Haeckel (1834–1919), der selber allerdings nicht ökologisch arbeitete, sondern ein führender Zoologe und Vertreter des Darwinismus in Deutschland war: 

„Unter Oecologie verstehen wir die gesamte Wissenschaft von den Beziehungen des Organismus zur umgebenden Außenwelt, wohin wir im weiteren Sinne alle ‚Existenz-Bedingungen‘ rechnen können. Diese sind teils organischer teils anorganischer Natur.“

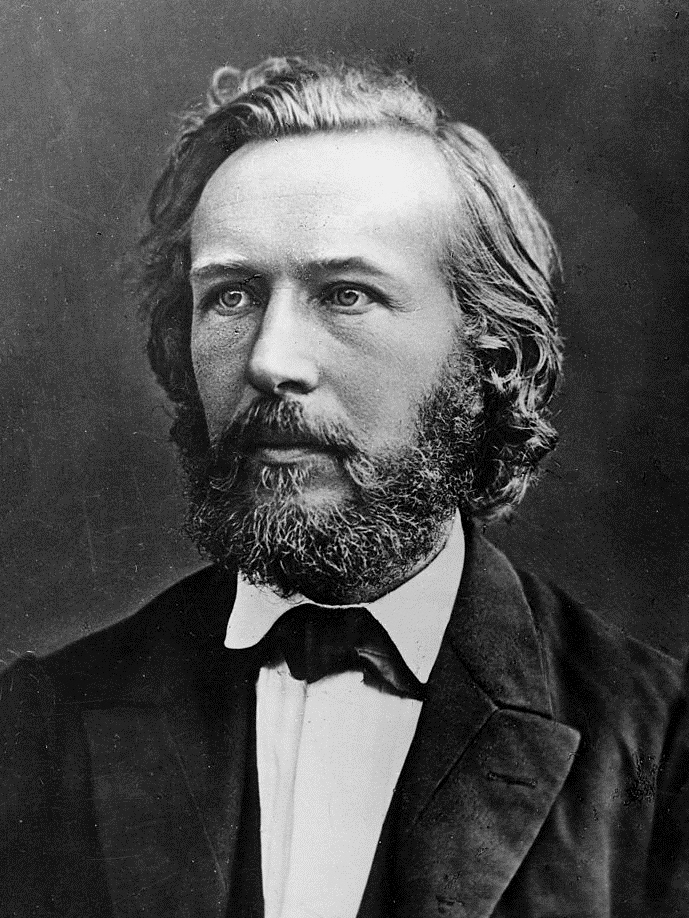
Ernst Haeckel im Jahre 1874, Professor der Universität Jena

Haeckel griff die Definition der Ökologie in diesem und mehreren nachfolgenden Werken immer wieder auf und modifizierte sie mehrfach vor allem vor dem Hintergrund der Evolutionstheorie, womit er die Grundsätze der im 20. Jahrhundert entwickelten Evolutionsökologie teilweise bereits vorwegnahm. Bereits in den Darstellungen Haeckels lassen sich zwei wesentliche Bestandteile der Ökologie erkennen, für die von Carl Schroeter 1902 in einem Werk über Die Vegetation des Bodensees die Begriffe „Autökologie“ (Ökologie der Organismen) und „Synökologie“ (Ökologie der Lebensgemeinschaften) eingeführt wurden.
Obwohl der Begriff 1866 geprägt wurde etablierte sich die Ökologie als umfassende Disziplin allerdings erst sehr viel später. Anfänglich wurde sie – vor allem aufgrund der strengen akademischen Trennung zwischen Zoologie und Botanik – vielmehr als wissenschaftliche Naturgeschichte der Tiere (Tierökologie) verstanden und hatte als solche in den etablierten Wissenschaften nur einen sehr schlechten Status. Obwohl eine Reihe von Wissenschaftlern die Bedeutung der Ökologie als Wissenschaft erkannten und entsprechend hoch einschätzten, wurde sie von der Mehrheit der etablierten Disziplinen der Naturwissenschaften als rein beschreibende Naturgeschichte abgewertet. Charles Sutherland Elton definierte die Tierökologie in seinem Werk Animal Ecology 1927 entsprechend als „scientific natural history“, wodurch er diese Sichtweise noch verstärkte.
Die Pflanzenökologie und die daraus abgeleitete Richtung der Geobotanik entwickelten sich weitgehend getrennt hiervon. Ein sich ebenfalls bereits im 19. Jahrhundert entwickelnder Zweig war ferner die Hydrobiologie, die sich mit den Lebensumständen von wasserlebenden Organismen in ihrer Umwelt beschäftigte, während Tier- und Pflanzenökologie sich vor allem auf den terrestrischen Lebensraum, also ökologische Probleme auf dem Festland, beschränkten.

## Entwicklung der wissenschaftlichen Tierökologie

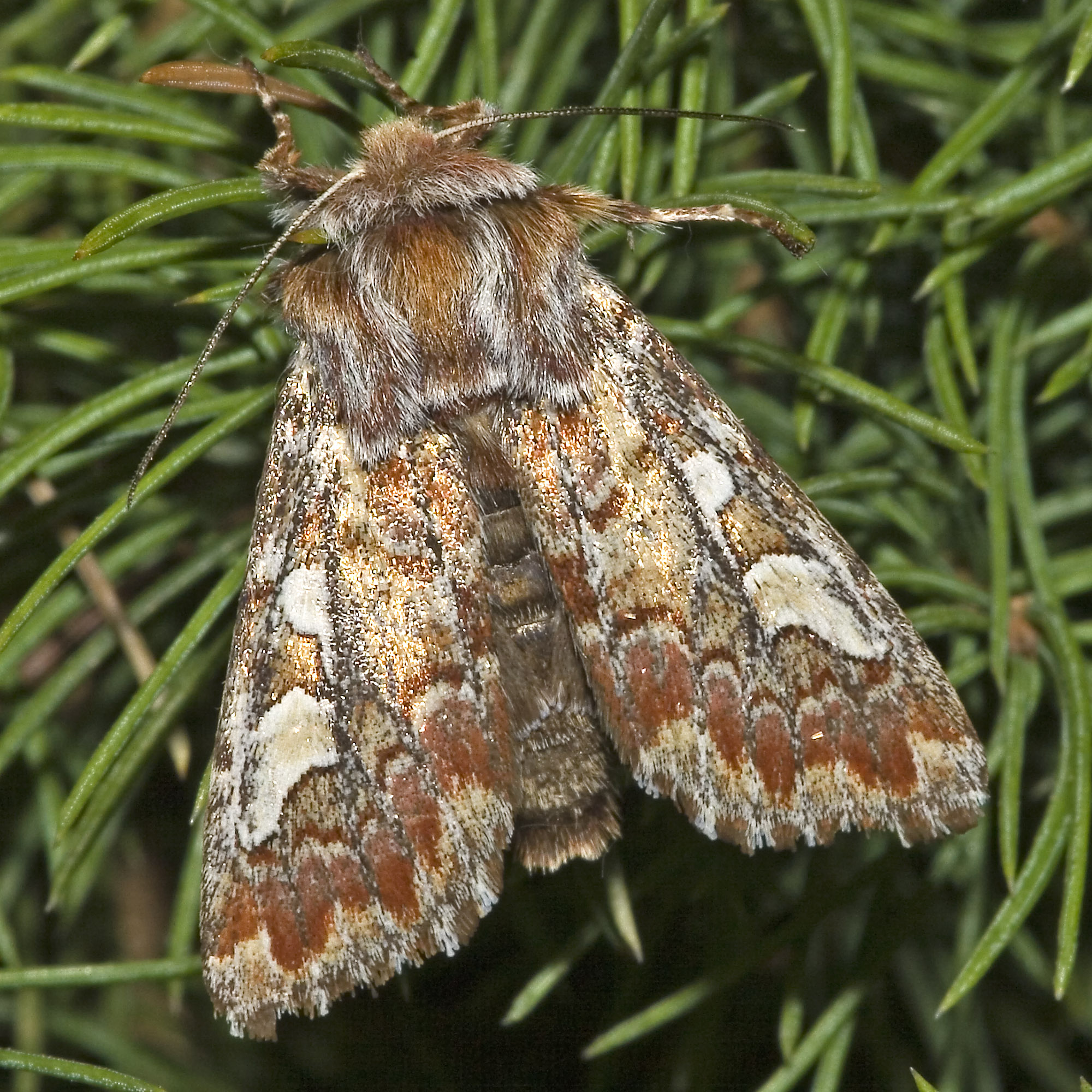
Über die Lebensweise der Kieferneule (Panolis flammea) veröffentlichte Schwerdtfeger 1932 und 1935 zwei große Untersuchungen.

Der Ökologiebegriff Haeckels wurde in der Anfangszeit fast ausschließlich auf die Ökologie der Tiere angewendet. Diese frühe Tierökologie beschäftigte sich primär mit der beschreibenden Darstellung der Lebensansprüche einzelner Arten (Autökologie) und wurde (für terrestrische Gemeinschaften) erst in den 1920er Jahren auf die Betrachtung von Lebensgemeinschaften im Sinne einer Synökologie ausgedehnt.
Letztere entwickelte sich gemeinsam mit den Ansätzen der Populationsökologie, von Schwerdtfeger Demökologie genannt, die in dieser Zeit ihre Wurzeln hat und in den 1960ern vor allem durch die Lehrbücher des Forstökologen Fritz Schwerdtfeger bekannt wurde und sich weiter entwickelte. Viele Populationsökologen beschäftigten sich mit praktisch anwendbaren Erkenntnissen, vor allem im Bereich der Schädlingsbekämpfung in der Land- und Forstwirtschaft, in der Fischereiwirtschaft sowie in der Medizin, hier vor allem in der Parasitologie. Die Bereiche Forstökologie, Agrarökologie und Fischereibiologie wurden hierdurch auch zu eigenen Wissenschaftsgebieten. Die Verbindung von Ökologie mit der Verhaltensbiologie (Ethologie) führte zudem zur Verhaltensökologie, die später (ab den 1970er Jahren) einsetzende Verbindung mit der Evolutionsbiologie zur Evolutionsökologie.

## Pflanzenökologie, Forstwirtschaft und Vegetationskunde
Parallel zur Tierökologie entwickelte sich die Pflanzenökologie als eigenständiges Forschungsgebiet, wobei ihre Ursprünge in Form ökologischer Standortangaben ebenfalls bis in die Antike zurückreichen. Auch hier standen die Umweltansprüche der einzelnen Arten, also die Autökologie, im Vordergrund. Diese waren vielfach mit Fragestellungen der Verbreitung und damit der Pflanzengeographie verbunden, deren Anfänge allerdings schon auf Carl von Linné, Alexander von Humboldt und Georg Forster Ende des 18. und Anfang des 19. Jahrhunderts zurückgehen. Alphonse de Candolle begründete 1855 bereits die physiologische Ausrichtung der Pflanzenökologie in seinem Werk Géographie botanique raisonnée.
Bereits im frühen 18. Jahrhundert war im Zuge des traditionellen forstlichen Nachhaltigkeit-Prinzips der Zusammenhang zwischen der praktischen Forstwirtschaft und der „Biologie der Pflanzen“ (so die frühere Bezeichnung der Pflanzenökologie) vor allem von Heinrich Cotta erforscht worden, der sich intensiv mit der Ökologie der Wälder auseinandersetzte und maßgeblich die Forstwissenschaft als Wissenschaftsdisziplin etablierte und den modernen Waldbau begründete. Wilhelm Pfeil entwickelte die Maxime vom Einfluss des Örtlichen. Er betonte, dass es nicht möglich ist, alle Wälder starr nach den gleichen Generalregeln zu bewirtschaften, sondern dass jeweils der Standort, also die Boden- und Klimaverhältnisse und ihre Folgen, bei den forstlichen Entscheidungen zu berücksichtigen seien. Daraus entwickelte sich die von der so genannten „Eberswalder Schule“ vertretene standortgerechte Forstwirtschaft. Gottlob König, der als Erster den Begriff „Waldstandortkunde“ prägte, war ein dezidierter Verfechter der Verbindung von Ökonomie und Ökologie. Der Erste, der ausführlich auf den Einfluss der Wälder auf das Wohlbefinden und den Wohlstand der Menschen einging, war Carl Heinrich Edmund Freiherr von Berg. In seinem Handbuch Staatsforstwirtschaftslehre von 1850 kam für ihn die rein ökonomische Betrachtung des Waldes, wie etwa eine nachhaltige Holzerzeugung, erst zweitrangig nach dessen Wohlfahrtswirkungen. Die Staatsregierung muss nach von Berg daher an erster Stelle dieses Ziel verfolgen:
„Die Erhaltung der Waldungen in einem solchen Umfange, in einer solchen Vertheilung im Lande und an den Orten, daß dadurch ihre wohlthätigen Einflüsse auf das Klima, die Fruchtbarkeit, Gesundheit und Schönheit des Landes gesichert erscheinen.“
Etwa um die Mitte des 19. Jahrhunderts bildete sich die Wissenschaft von den Pflanzengemeinschaften mit den Vorstellungen des wechselseitigen Einflusses zwischen den Arten sowie der Vegetation mit dem Boden heraus. Die hierauf begründete Vegetationskunde wurde dabei im Süd- und Mitteleuropa maßgeblich von den Arbeiten von Oswald Heer, Otto Sendtner, Joseph Roman Lorenz und Anton Kerner von Marilaun beeinflusst. In Nordeuropa haben Hampus von Post, Ragnar Hult, Rutger Sernander oder Aimo Kaarlo Cajander wesentliche methodische Grundlagen zur modernen Vegetationsökologie beigetragen.

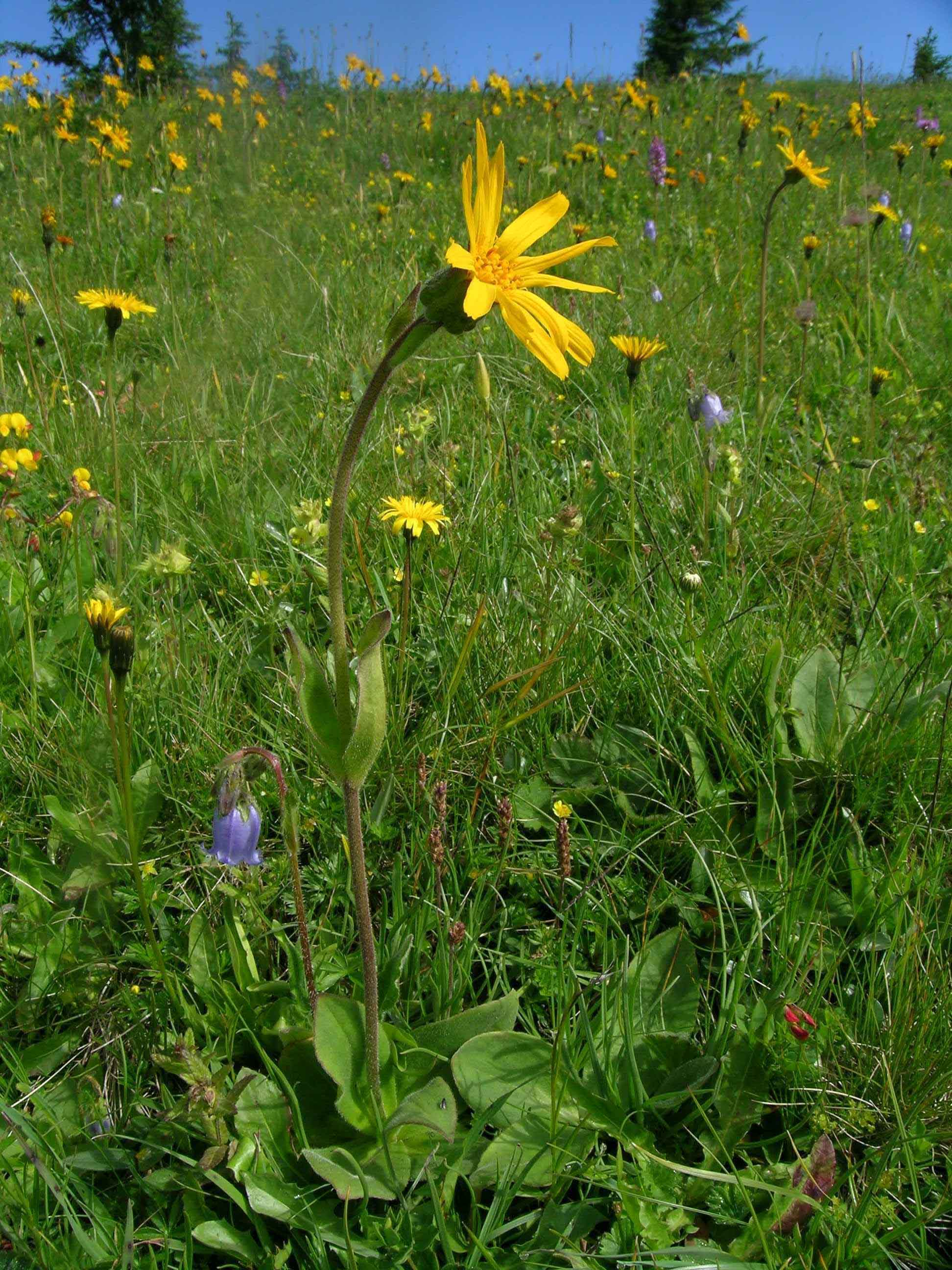
Borstgrasweide mit Arnika

Von Simon Schwendener, der sich vor allem mit den physikalischen Grundlagen des Pflanzenaufbaus beschäftigte und die Flechten erstmals als Symbiose zwischen Pilz und Alge erkannte, stammen grundlegende Beschreibungen zum Verständnis der histologischen Struktur der Pflanzen und den Zusammenhang mit den Lebensbedingungen der Pflanzen. Seine Arbeiten wurden vertieft und weitergeführt von Alexander Tschirch, Emil Heinricher, Georg Volkens, Heinrich Schenck und insbesondere Gottlieb Haberlandt als Begründer der physiologische Pflanzenanatomie, deren Forschungen sich vor allem auf Pflanzen in Extremlebensräumen wie Wasserpflanzen und Xerophyten konzentrierten. Ernst Stahl begann etwa zeitgleich mit der Aufklärung der physiologischen Aspekte und führte experimentelle Arbeitsweisen in die Ökologie ein (Experimentelle Ökologie). Er untersuchte auf diese Weise den Einfluss des Lichts auf die Pflanze und später die Verteidigungsmechanismen der Pflanzen gegenüber tierischen Konsumenten. Im Jahr 1900 deckte er die Symbiose zwischen der Mycorrhiza, einem Pilzgeflecht im Wurzelbereich der Bäume, und den Waldbäumen auf. Grundlegende Erkenntnisse zur Mykorrhizabildung bei Waldbäumen steuerte auch Robert Hartig bei, nach dem später das „Hartigsche Netz“ benannt wurde. Die Zusammenfassung der anatomisch-histologischen und physiologischen Ergebnisse mit den weiteren Erkenntnissen zur Ökologie der Pflanzen (z. B. Blütenökologie, Frucht- und Samenverbreitung) fasste Anton Kerner von Marilaun im Jahr 1890 in seinem Hauptwerk Pflanzenleben zusammen.
Um die Jahrhundertwende zum 20. Jahrhundert tauchte der Begriff der Pflanzenökologie auch erstmals in Veröffentlichungen auf, wobei insbesondere Johannes Eugenius Bülow Warming, Andreas Franz Wilhelm Schimper, Frederic Edward Clements und Oscar Drude nennenswert sind. Die Werke von Schimper stellen zudem einen Ausgangspunkt zur Entwicklung der modernen Physiologischen Ökologie dar, während Josias Braun-Blanquet die Pflanzensoziologie zu einer eigenen Forschungsrichtung der Vegetationskunde entwickelte. Auch innerhalb der Geobotanik, die die Pflanze als Teil der Lebensgemeinschaften der Erde betrachtet, kam es zu einer weiteren Aufsplitterung in die Phytogeographie, die Allgemeine und die Spezielle Geobotanik.
In der zweiten Hälfte des 20. Jahrhunderts hatte Heinz Ellenberg einen wesentlichen Anteil an der Fortentwicklung der Pflanzenökologie in Mitteleuropa und darüber hinaus, indem er zu fast allen Teilgebieten dieser Forschungsrichtung Beiträge geliefert hat.

## Entwicklung der Hydrobiologie und Limnologie

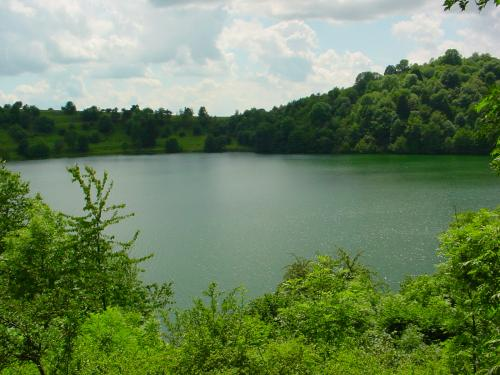
Weinfelder Maar in der Eifel

Wichtige Erkenntnisse für die Ökologie ergaben sich durch Forscher an Gewässersystemen. Zu ihnen zählten Karl August Möbius (1825–1908), François-Alphonse Forel (1841–1912) und August Thienemann (1882–1960). Der erste arbeitete an der Nordsee, der zweite am Genfersee und der dritte an den Maaren der Vulkaneifel, später auch an den holsteinischen Seen. Während Untersuchungen, die gleichsam die aquatischen Organismen ins Zentrum der Betrachtung stellten, weiterhin Hydrobiologie hießen, waren insbesondere Forel und Thienemann Pioniere in der aquatischen Ökosystemforschung, die nun Limnologie genannt wurde. Aquatische Systeme, vor allem in Form von Süßwasserseen, sind erkennbar und messbar weit stärker abgeschlossene Lebensräume und Ökosysteme als Landsysteme oder Meeressysteme. Daher wurden sie auch als erste „ganzheitlich“ unter Einbezug physikalischer, chemischer und biologischer Charakterisierung untersucht.
Karl August Möbius prägte in seiner Arbeit Die Auster und die Austernwirtschaft 1877 erstmals den Begriff der Lebensgemeinschaft (als „Lebensgemeinde“ oder „Biozönose“) und stellte den Zusammenhang zwischen den Organismen und den äußeren Bedingungen dar. Er setzte damit zugleich den Grundstein für die meeresbiologische Forschung. 1885 erfolgte die Charakterisierung des Dorfteichs als abgeschlossene Lebensgemeinschaft durch den Pädagogen Friedrich Junge, während davon unabhängig in den USA Stephen A. Forbes 1887 den See als Mikrokosmos beschrieb. François-Alphonse Forel schuf 1892–1901 eine große, limnologisch ausgerichtete Monographie über den Genfersee im schweizerisch-französischen Grenzgebiet und stellte dabei auch erstmals umfangreich die physikalischen Eigenschaften eines Sees sowie Aspekte zum Stoffhaushalt dar.

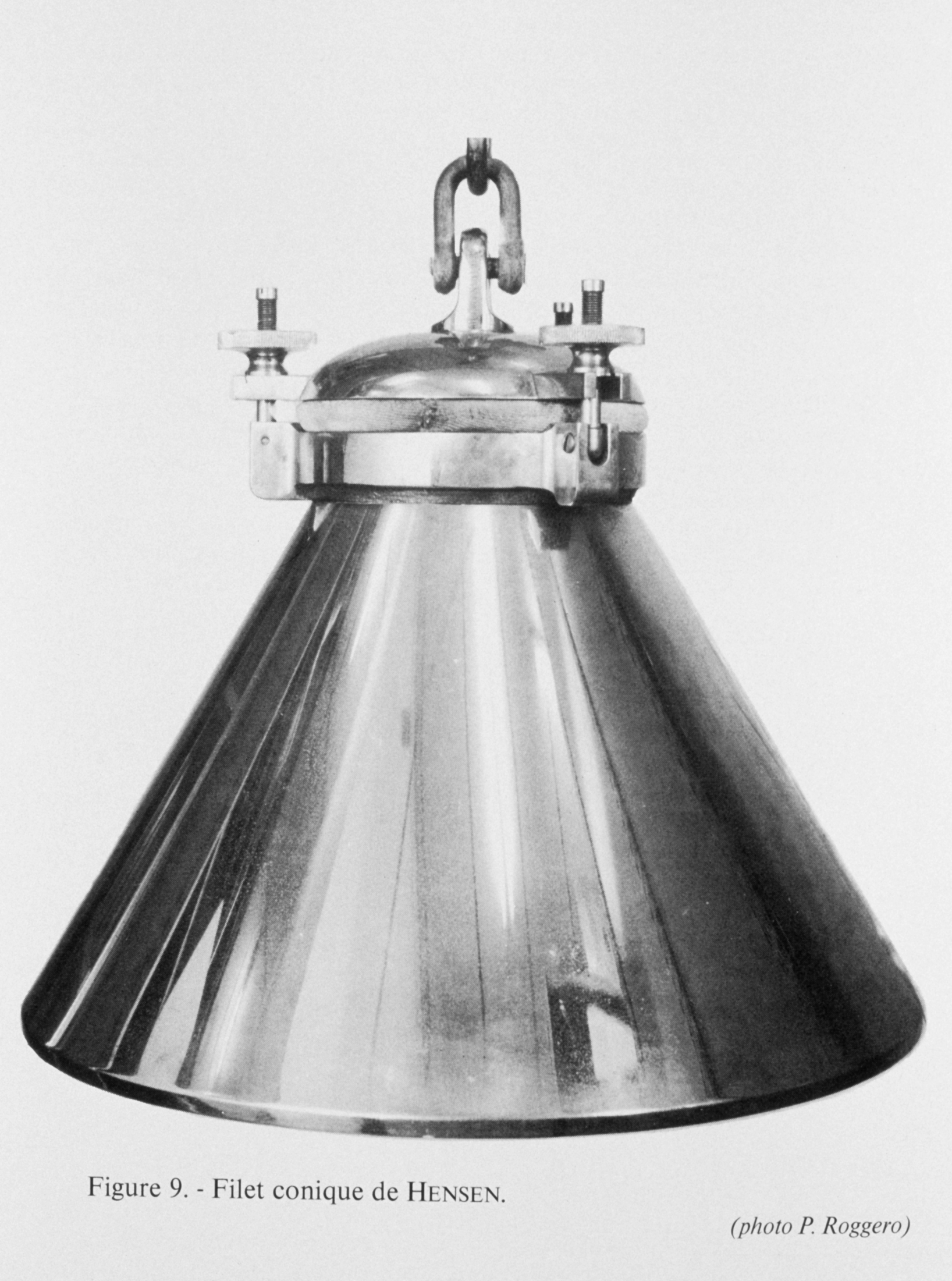
Ein Korbnetz, eine der Erfindungen Hensens, um Plankton zu sammeln

Auch August Thienemann erarbeitete an den Maaren der Vulkaneifel physikalische und chemische Messungen und setzte die Befunde in Beziehung zur Seecharakteristik und zu den im See lebenden Organismen, vor allem den verschiedenen Arten der Zuckmücken-Larven. Später war er Leiter am Max-Planck-Institut für Limnologie in Plön. In Österreich forschte gleichzeitig zu Thienemann Franz Ruttner (1882–1961) an der Biologischen Station in Lunz am See; er war bis in die zweite Hälfte des 20. Jahrhunderts durch seinen Grundriss der Limnologie (1. Aufl. 1940, letzte Aufl. 1962) zahlreichen Studenten ein Begriff.
Parallel zur Süßwasserbiologie entwickelte sich auch die Meeresbiologie, die sich anfänglich vor allem auf die Untersuchung des küstennahen Meeresbodens (Benthal) konzentrierte. Die Erforschung der Freiwasserbereiche (Pelagial) wurde ab 1845 vor allem durch Johannes Müller eingeführt, der für den Fang der im Freiwasser treibenden Organismen („Auftrieb“, heute „Plankton“) eigens Fanggeräte in Form von Planktonnetzen entwickelte. Die daraus 1846 entstandene wissenschaftliche Disziplin der Planktonforschung auf der damals britischen Insel Helgoland mündete mit einer Schule von faunistisch arbeitenden Meeresbiologen und deren Arbeit 1892 in der Gründung der „Königlich Preußischen Biologischen Anstalt auf Helgoland“, der heutigen Biologischen Anstalt Helgoland. Die Netzfangtechnik wurde nachfolgend auch im limnischen Bereich eingesetzt. Victor Hensen prägte für die Kleinorganismen, die mit Hilfe des Netzes gefangen werden können, den Begriff Plankton.

## Forschungsvertiefungen zwischen etwa 1920 und 1970
In Deutschland versuchte sich die Ökologie bereits in den 1920er Jahren als wissenschaftliches Forschungsfeld zu etablieren und im Rahmen einer Anlehnung an die Blut-und-Boden-Rhetorik der NS-Zeit vermehrt Forschungsmittel zu akquirieren. Wissenschaftlich entwickelten sich teilweise unterschiedliche Ansätze in der Ökologie zwischen der mitteleuropäischen und deutschen Forschung, die stark auf Inventarisierung und Klassifizierung ausgerichtet war, und Ansätzen im angelsächsischen Bereich, wo stärker nach funktionalen Zusammenhängen gesucht wurde.
Die spätere moderne Ökologie bildete sich als Verschmelzung der Tierökologie, der Pflanzenökologie und der Hydrobiologie/Limnologie in den 1930er bis 1950er Jahren zwischen der Einführung des Ökosystemkonzepts durch Arthur George Tansley in seinem Zeitschriftenaufsatz The Use and Abuse of Vegetational Concepts and Terms und der etablierenden Verbreitung des Begriffs durch Eugene P. Odum in dessen Fundamentals of ecology 1953. Kern dieses Konzept ist die Annahme von abgrenzbaren funktionellen Einheiten der Biosphäre, die durch die Interaktion darin enthaltener Organismen und der unbelebten Umwelt bestimmt sind (Ökosysteme). Die einzelnen Ökosysteme treten untereinander in Kontakt und bilden entsprechend ein globales Ökosystem.
Da dieses Konzept sowohl Pflanzen wie Tiere betrifft, durchbrach es die Trennung der ursprünglichen Disziplinen und führte zu einer ganzheitlichen und interdisziplinären Naturbetrachtung. Entsprechend diesem Anspruch begann nach 1960 die Untersuchung von Landlebensräumen, Binnengewässern und Meeren in interdisziplinären Teams, die neben Tier- und Pflanzenökologen auch Populationsökologen, Mikrobiologen, Klimatologen, Bodenkundler, Physiker und Chemiker sowie Informatiker zur Datenverarbeitung umfassen.
Die modernen Entwicklungen der Ökologie konzentrieren sich darauf, die ursprünglich deskriptive Ökologie zunehmend durch Modelle und Gesetze zu ersetzen, und setzen dabei auf den Bereich der Theoretischen Ökologie. Diese versucht, über Modellierungen die ökologischen Zusammenhänge zu erklären und greifbar zu machen. Ein weiteres recht neues Feld stellt die Humanökologie dar, die die Wechselwirkungen der Menschen untereinander und mit der sie umgebenden Natur betrachtet und entsprechend in Teilen eng an die Soziologie angelehnt ist.

## Politisierung und Popularisierung der Ökologie ab etwa 1970
Ab etwa 1970 wurde die ökologische Forschung teilweise stark gefördert und ausgebaut. Neuere Forschungsfelder waren unter anderem die Wechselwirkung von Umweltbelastung und ökologischen Gemeinschaften, die Anwendung ökologischer Erkenntnisse im praktischen Natur- und Artenschutz, die Bedeutung der biologischen Vielfalt und des Klimawandels für Ökosysteme. Auch wechselseitige Befruchtungen mit anderen Forschungszweigen, darunter Biochemie und Evolutionsbiologie, wurden nun zu zentralen Forschungsthemen.

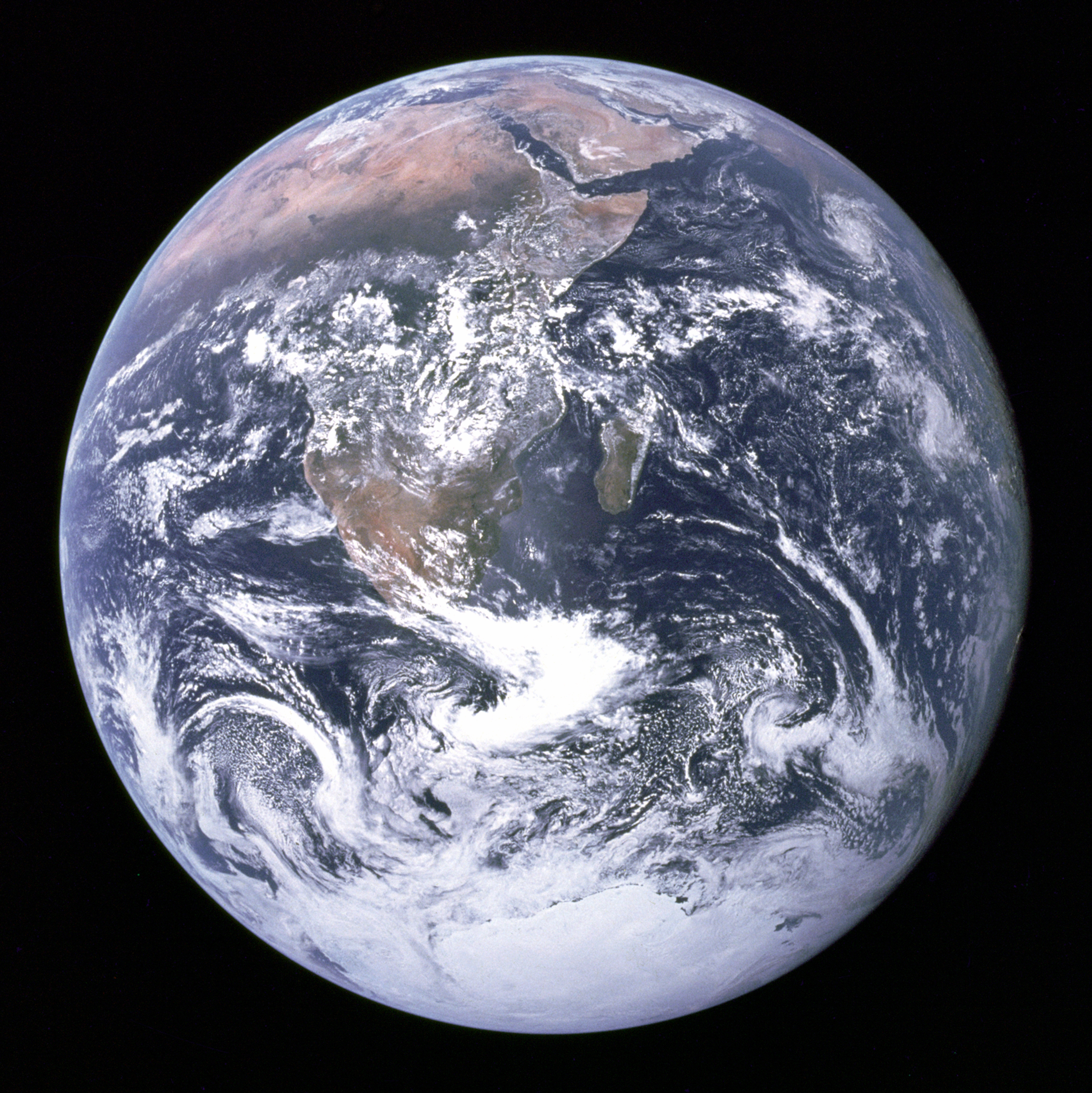
Das historische Blue Marble Foto, das half, Umweltschutz der breiteren Öffentlichkeit näher zu bringen

Parallel aber wurde Ökologie als Wissenschaft und (mit einer gewissen Bedeutungsänderung) auch als Maxime einer nachhaltigen Vorsorge für die Umwelt und Gesundheit des Menschen gefördert. Bezüglich der damit verbundenen Veränderung der Bedeutung ökologischer Erkenntnisse und der Änderung in der Verwendung des Begriffs „Ökologie“ und „ökologisch“ in der Alltagssprache und in der Politik steht näheres unter Ökologie.